# Conostylis crassinerva
Conostylis crassinerva är en enhjärtbladig växtart som beskrevs av John William Green. Conostylis crassinerva ingår i släktet Conostylis och familjen Haemodoraceae.

## Underarter
Arten delas in i följande underarter:
- C. c. absens
- C. c. crassinerva